# Norte del Magdalena
El Norte magdalenense es una de las 5 subregiones del departamento colombiano del Magdalena. Se ubica en el norte-oriente del departamento y está integrada por los siguientes 7 municipios: siendo Ciénaga (Magdalena) el mayor centro de aglomeración y servicios.
- Algarrobo
- Aracataca
- Ciénaga
- El Retén
- Fundación
- Pueblo Viejo
- Zona Bananera